# 吉藤徹
吉藤 徹 （よしふじ とおる、1957年（昭和32年）7月17日 - ）は、日本の実業家、北陸放送元代表取締役社長。石川県出身。早稲田大学第一文学部卒業。

## 略歴
- 1980年4月 北陸放送へ入社[1][2] 入社後は2008年までに編成局長等を歴任。
- 2008年1月 総務局長[1][2]
- 2011年7月 経営管理本部副本部長[1][2]
- 2012年6月 取締役経営管理本部長[1][2]
- 2014年4月 総合計画室長[1][2]
- 2016年6月 常務取締役[1][2]
- 2020年6月 代表取締役社長[1][2][3]